# المسلمیه
المسلمیة یک روستا در سوریه است که در استان حلب واقع شده‌است.

## خصوصیات
المسلمیة ۵٬۹۱۶ نفر جمعیت دارد.